# Consonne spirante latérale alvéolaire sourde
La consonne spirante latérale alvéolaire sourde est un son consonantique utilisé dans certaines langues. Son symbole dans l'alphabet phonétique international est la lettre latine L minuscule avec un rond souscrit diacritique : [l̥].

## Caractéristiques
- Son mode d'articulation est spirant, ce qui signifie qu'elle est produite en amenant un point d'articulation près d'un autre, sans toutefois créer une turbulence dans le courant d'air.
- Son point d’articulation est alvéolaire, ce qui signifie qu'elle est articulée avec soit la pointe (apical), soit la lame (laminal) de la langue contre la crête alvéolaire.
- Sa phonation est sourde, ce qui signifie qu'elle est produite sans vibration des cordes vocales.
- C'est une consonne orale, ce qui signifie que l'air ne s’échappe que par la bouche.
- C'est une consonne latérale, ce qui signifie qu’elle est produite en laissant l'air passer sur les deux côtés de la langue, plutôt que dans le milieu.
- Son mécanisme de courant d'air est égressif pulmonaire, ce qui signifie qu'elle est articulée en poussant l'air par les poumons et à travers le chenal vocatoire, plutôt que par la glotte ou la bouche.

## En français
Le son [l̥] peut apparaître en français comme allophone dévoisé de l, par exemple dans peuple (en position finale ou isolée). Il n'y a pas valeur de phonème.[pas clair]

## Dans les autres langues
- L'islandais fait usage du son [l̥] comme phonème, écrit hl à l'initiale et l dans les groupes lp, lt et lk.
- Le tibétain comporte le son [l̥], qu’on transcrit dans l’alphabet latin par lh (comme dans le nom de la ville de Lhassa).
- Le birman a ce son, écrit လှ, transcrit l, hl ou lh.